# آندریا مازانتینی
آندریا مازانتینی (انگلیسی: Andrea Mazzantini؛ زادهٔ ۱۱ ژوئیهٔ ۱۹۶۸) بازیکن فوتبال اهل ایتالیا است.
از باشگاه‌هایی که در آن بازی کرده‌است می‌توان به باشگاه فوتبال اینتر میلان، باشگاه فوتبال پروجا، باشگاه فوتبال اسپتزیا، باشگاه فوتبال ارورا پرو پاتریا ۱۹۱۹، باشگاه فوتبال ونتزیا، باشگاه فوتبال روبور سیه‌نا، و باشگاه فوتبال لیورنو اشاره کرد.